# رجب أوزل
رجب أوزَل (بالتركية: Recep Özel)‏, (ولد: 7 يناير 1969, في إسبرطة, تركيا) سياسي تركي. ونائب سابق في البرلمان التركي لأكثر من دورة ممثلا عن حزب العدالة والتنمية.